# Ulla Andréasson
Anna Ulla-Britt Andréasson, född 18 februari 1927 i Göteborg, död 16 maj 2016 i Helsingborg, var en svensk skådespelare och sagoförfattare.

## Biografi
Ulla Andréasson var yngre syster till serieskaparen och skådespelaren Rune Andréasson. Under barndomen hade hon, liksom brodern, barnroller vid Göteborgs stadsteater. Båda genomgick Maria Schildknechts elevskola åren 1944–1947.
Efter utbildningen flyttade Ulla Andréasson till Stockholm där hon bland annat arbetade på Skansenteatern, Oscarsteatern och Blancheteatern.
Parallellt med skådespeleriet skrev hon sagor i tidningarna Allers och Blondie med brodern Rune som återkommande illustratör. I början av 1950-talet hade hon även en egen spalt i Allers för vilken hon intervjuade en rad utländska filmpersonligheter under en vistelse i London.
Den 27 september 1952 förlovade hon sig med den amerikanske regiassistenten och skådespelaren John Padovano som hon lärt känna under inspelningen av tv-serien Foreign Intrigue. De gifte sig i Paris den 25 juli 1953 och fick därefter två barn, båda födda i Sverige. Efter att ha bott några år i Amerika arbetade Ulla Andréasson på Helsingborgs stadsbibliotek i tio år och var därefter sufflör på Helsingborgs stadsteater fram till att hon gick i pension.
Ulla Andréasson ligger begravd tillsammans med maken John Padovano på Raus kyrkogård.

## Filmografi

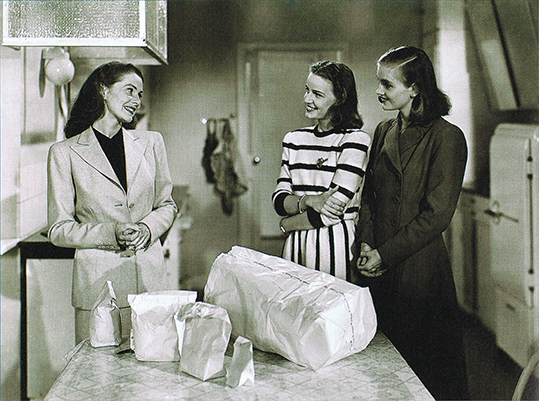
Sonja Wigert, Ulla Andréasson och Eva Henning i En fluga gör ingen sommar 1947.

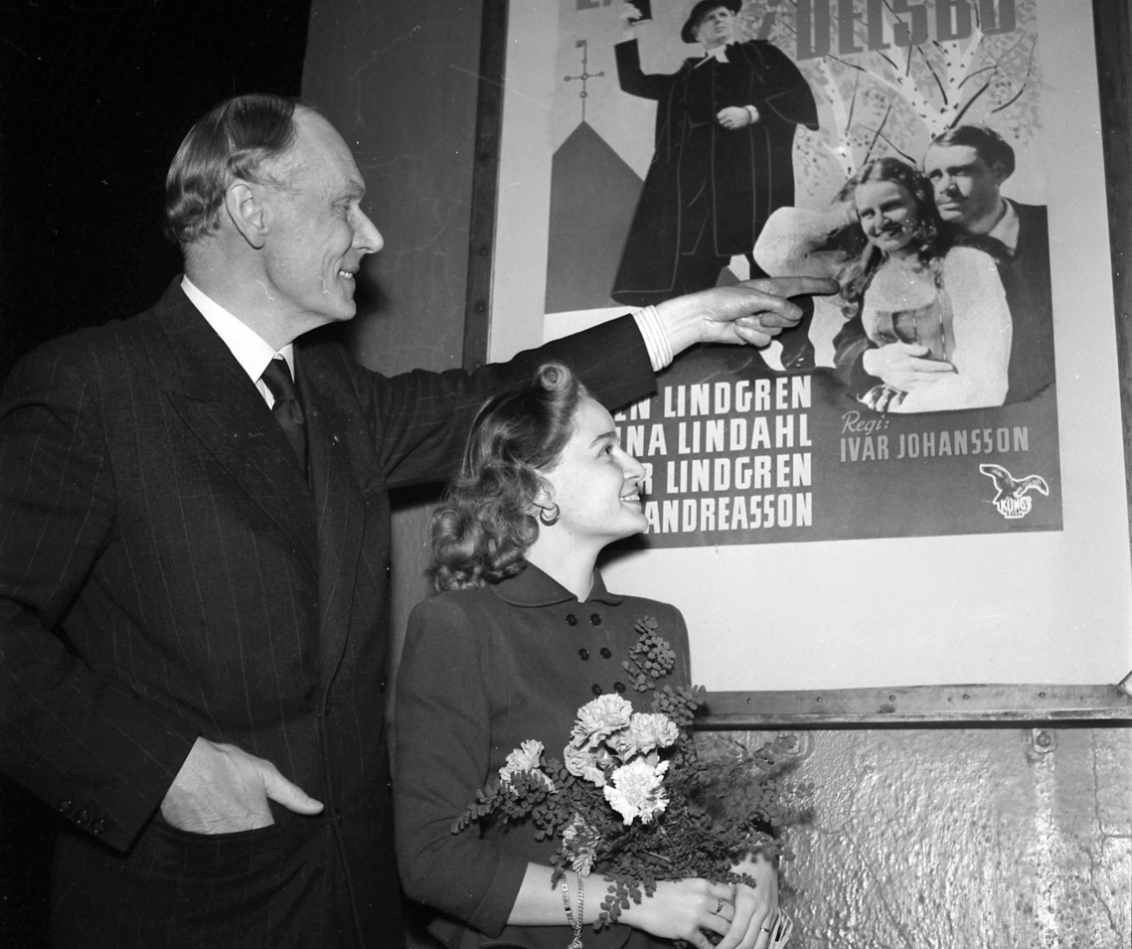
Ulla Andréasson vid en filmaffisch för Lång-Lasse i Delsbo 1949.

| År   | Roll             | Produktion                                         | Regi                | Filmbolag                         | Ref.          |
| ---- | ---------------- | -------------------------------------------------- | ------------------- | --------------------------------- | ------------- |
| 1940 | Peggy            | Vi masthuggspojkar Ivar Johansson                  | Nils Jerring        | Svea Film/Svensk Filmindustri     | [ 10 ] [ 11 ] |
| 1946 | Maria Dahl       | Barbacka Majken Cullborg, Stig Almqvist            | Bengt Ekerot        | Europa Film                       | [ 10 ] [ 12 ] |
| 1946 | (okrediterad)    | Eviga länkar Paul Baudisch, Adolf Schütz           | Rune Carlsten       | Film AB Lux                       | [ 13 ]        |
| 1947 | (okrediterad)    | Dynamit Harald Beijer                              | Åke Ohberg          | Svea Film                         | [ 13 ]        |
| 1947 | Bettan           | En fluga gör ingen sommar Hasse Ekman              | Hasse Ekman         | Europa Film                       | [ 10 ] [ 14 ] |
| 1947 |                  | Livet i Finnskogarna Ivar Johansson                | Ivar Johansson      | Sandrew-Produktion                | [ 15 ]        |
| 1948 | Sylvia           | Musik i mörker Dagmar Edqvist                      | Ingmar Bergman      | Terrafilm                         | [ 10 ] [ 16 ] |
| 1948 | En flicka        | Livet på Forsbyholm Alexander Faragó, Arne Mehrens | Elof Ahrle          | Kungsfilm                         | [ 10 ] [ 17 ] |
| 1948 | En sjuksköterska | Soldat Bom Per Schytte, Nils Poppe                 | Lars-Eric Kjellgren | Fribergs Filmbyrå/Komiska Teatern | [ 10 ] [ 18 ] |
| 1949 | Marita           | Sjösalavår Per Gunvall                             | Per Gunvall         | Sandrew-Produktion                | [ 10 ] [ 19 ] |
| 1949 | Elna             | Hin och smålänningen Ivar Johansson                | Ivar Johansson      | Sandrew-Produktion                | [ 10 ] [ 20 ] |
| 1949 | Margit Bryngel   | Lång-Lasse i Delsbo Ivar Johansson                 | Ivar Johansson      | Kungsfilm                         | [ 10 ] [ 21 ] |

### TV-produktioner
| År   | Roll            | Produktion                                                                                                 | Regi            | Premiär         | Ref.   |
| ---- | --------------- | --- | --------------- | --------------- | ------ |
| 1953 | Elena Miroslava | Foreign Intrigue 2.19: The Death Zone (eller Border Zone) Sheldon Reynolds                                 | Marcel Cravenne | 17 januari 1953 | [ 10 ] |
| 1953 | Maria           | Foreign Intrigue 2.25: A Piece of Tape (eller Guided Missiles) okänd författare                            | Marcel Cravenne | 7 februari 1953 | [ 10 ] |
| 1953 | Miss Valdemar   | Foreign Intrigue 2.39: The Blunted Scalpel (eller The Operating Room) Sheldon Reynolds efter Joseph Victor | Marcel Cravenne | 27 juni 1953    | [ 10 ] |
| 1955 | Sjuksköterska   | Foreign Intrigue 4.16: Five O'Clock Sharp (eller Appointment at Five) Gene Levitt                          | Jack Gage       | 12 januari 1955 | [ 25 ] |

## Teater

### Roller (ej komplett)
| År   | Roll              | Produktion                                  | Regi                | Teater                                               | Föreställ- ningar | Ref.                                                    |
| ---- | ----------------- | ------------------------------------------- | ------------------- | ---------------------------------------------------- | ----------------- | ------------------------------------------------------- |
| 1939 |                   | Guldbröllop Dodie Smith                     | Torsten Hammarén    | Göteborgs stadsteater 8 september 1939–              | 26                | [ 26 ] [ 27 ]                                           |
| 1944 |                   | Elddonet H. C. Andersen                     | Lars-Levi Læstadius | Göteborgs stadsteater 9 december 1944–               | 9                 | [ 28 ] [ 29 ]                                           |
| 1945 |                   | Vår ofödde son Vilhelm Moberg               | Knut Ström          | Göteborgs stadsteater 14 september 1945–             | 33                | [ 28 ] [ 29 ]                                           |
| 1946 |                   | Putte Pucks äventyr Edith Heinrich          | Josef Halfen        | Göteborgs stadsteater 7 december 1946–               | 12                | [ 28 ] [ 30 ]                                           |
| 1947 | Hovdam/prinsessan | Det var en gång Holger Drachmann            | Åke Ohberg          | Skansenteatern 20 juni 1947–24 augusti 1947          | 76                | [ 32 ] [ 33 ] [ 34 ]                                    |
| 1947 | Jean MacLaren     | Brigadoon Alan Jay Lerner, Frederick Loewe  | Per-Axel Branner    | Oscarsteatern 5 november 1947–                       | 62                | [ 35 ] [ 36 ] [ 37 ]                                    |
| 1948 |                   | Det var en gång Holger Drachmann            | Åke Ohberg          | Skansenteatern 19 juni 1948–29 augusti 1948          | 155               | [ 38 ] [ 39 ] [ 34 ] [ 40 ] [ 41 ]                      |
| 1949 |                   | Edward, min son Robert Morley, Noel Langley | Sven Lindberg       | Blancheteatern 26 december 1949–31 januari 1950      | 38                | [ 42 ] [ 43 ] [ 44 ] [ 45 ]                             |
| 1950 |                   | Stig på Børge Müller, Arvid Müller, P.H.    | Stig Lommer         | Royal, Stockholm 19 maj–23 juli 1950 (se anmärkning) | 131               | [ 46 ] [ 47 ] [ 48 ] [ 49 ] [ 50 ] [ 51 ] [ 52 ] [ 53 ] |
| 1950 |                   | Stig på Børge Müller, Arvid Müller          | Stig Lommer         | Cirkusteatern 10 augusti 1950–                       | 36                | [ 54 ] [ 55 ]                                           |
| 1951 |                   | Den döda Carl R. af Ugglas                  | Brita von Horn      | Kammarteatern 23 maj 1951–                           | 9                 | [ 56 ] [ 57 ]                                           |

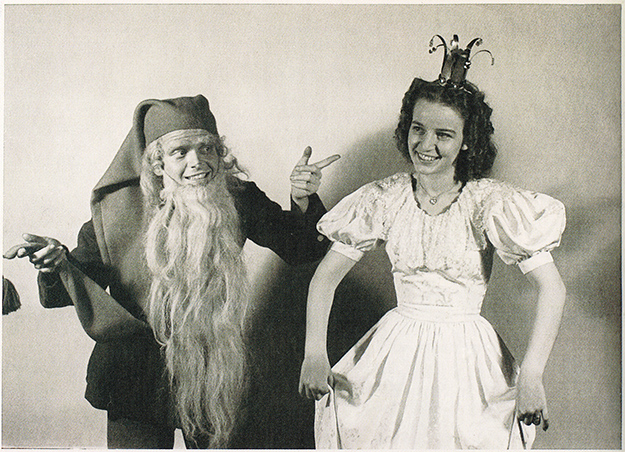
Syskonparet Rune och Ulla Andréasson som Nisse Rask och prinsessa i Putte Pucks äventy 1946.

Anmärkning: De annonser som införts i DN och SvD för revyn Stig på (1950) innehåller endast från och med den 16 juni Ulla Andréassons namn
och då i stället för Barbro Kollbergs som förekom för sista gången den 12 juni. Kollberg hade en roll i Så tuktas en argbigga på Skansenteatern med premiär den 17 juni.

## Radio
| År   | Roll                                    | Produktion                                                                               | Regi             | Datum             | Ref.          |
| ---- | --------------------------------------- | ---------------------------------------------------------------------------------------- | ---------------- | ----------------- | ------------- |
| 1941 | Brita, 9 år                             | Den tappraste Gustaf Collijn                                                             | Semmy Friedmann  | 20 juli 1941      | [ 61 ] [ 62 ] |
| 1945 | En servitris                            | Två små städer Nils Brantzeg                                                             | Henrik Dyfverman | 8 augusti 1945    | [ 63 ]        |
| 1946 | Marguerite Gérard                       | För och emot: Framtidstro Gunnar Aspelin                                                 |                  | 11 augusti 1946   | [ 64 ] [ 65 ] |
| 1947 | Gullan                                  | Postludium Gunnar Juhlin                                                                 | Lars Madsén      | 10 juli 1947      | [ 66 ] [ 67 ] |
| 1947 | Anna                                    | Du skall vara glöd bland aska Ivar Thor Thunberg                                         | Lars Madsén      | 5 augusti 1947    | [ 68 ] [ 69 ] |
| 1948 | Lydia, uppasserska                      | Serenad i Repslagargatan Kathrine Aurell (efter Tage Aurells berättelse "Skillingtryck") | Lars Madsén      | 21 maj 1948       | [ 70 ]        |
| 1949 | En kvinnoröst i telefon, "Sockergrynet" | Filmen om Ingegärd: Håll ögonen på pappa Sune Bergström                                  | Åke Falck        | 23 september 1949 | [ 71 ] [ 72 ] |
| 1949 | Uppläsare                               | Flickan i tornrummet "ett kapitel ur en flickbok av Elisabeth Kuylenstierna-Wenster"     |                  | 26 oktober 1949   | [ 73 ] [ 74 ] |
| 1950 | Maria Lodal                             | Möte kl. 7 Julie Bernby (radiobearbetning: Gösta Rybrant)                                | Sture Ericson    | 28 februari 1950  | [ 75 ]        |
| 1951 | Hennes kammarjungfru                    | Julia och Romeo José María Pemán                                                         | Stig Torsslow    | 21 augusti 1951   | [ 76 ]        |

## Litterär produktion
| Titel                      | Publikation           | Illustratör     | Repriserad i Bamsebiblioteket vol. 21 (2007) |
| -------------------------- | --------------------- | --------------- | -------------------------------------------- |
| "Bumbus blir modig"        | Allers 1950:32, s. 35 | Rune Andréasson | Ja                                           |
| ”Trollet som lät lura sig” | Allers 1951:16        | Rune Andréasson |                                              |
| ”Johannes och Brummelibum” | Blondie 1952:4, s. 34 | Rune Andréasson | Ja                                           |
| ”Lill-Trolls hicka”        | Blondie 1952:5, s. 34 | Rune Andréasson |                                              |
| ”Peters första flygfärd”   | Blondie 1953:3, s. 34 | Rune Andréasson |                                              |
| ”Sömnige Måns”             | Blondie 1953:6, s. 34 | Rune Andréasson |                                              |
| "Nalle och björnen"        | ?                     | Rune Andréasson | Ja                                           |
| "Mjölkbudet straffas"      | ?                     | Rune Andréasson | Ja                                           |
| "Den nyfikne Snu"          | ?                     | Rune Andréasson | Ja                                           |